# Sutton (Nebraska)
Sutton è un comune degli Stati Uniti d'America, situato in Nebraska, nella contea di Clay.